# Get Your Heart On!
Get Your Heart On! är det fjärde studioalbumet av fransk-kanadensiska poppunk-bandet Simple Plan. Albumet släpptes den 21 juni 2011. "Can't Keep My Hands off You" släpptes som första singel den 31 mars 2011. Senare, den 25 april, släpptes "Jet Lag" tillsammans med flera musikvideor. 

## Skivsläpp
Albumet innehöll samarbeten med flera olika artister, något som bara skett en gång innan med debutalbumet. På Get Your Heart On! har Simple Plan samarbetat med Weezers Rivers Cuomo, Natasha Bedingfield, K'naan, Sean Paul, Marie-Mai, Kelly-Cha, KOTAK och Alex Gaskarth från All Time Low.
Albumet läckte ut dagar innan släppet, på grund av fans som hade förbeställt och laddat upp filerna på Youtube.
Simple Plan turnerade i över ett år, och spelade i Köpenhamn den 18 april 2012 och Stockholm den 19 april 2012.

## Låtar
Alla låtar skrivna och framförda av Simple Plan; andra medverkande nämns nedanför.
| Nr  | Titel                                                                                           | Längd |
| --- | ----------------------------------------------------------------------------------------------- | ----- |
| 1.  | You Suck at Love                                                                                | 3:11  |
| 2.  | Can't Keep My Hands off You (feat. Rivers Cuomo)                                                | 3:21  |
| 3.  | Jet Lag (feat. Natasha Bedingfield, co-written by Nolan Sipe and Ryan Petersen)                 | 3:24  |
| 4.  | Astronaut (medskrivande av Jim Irvin & Julian Emery)                                            | 3:41  |
| 5.  | Loser of the Year (medskrivande av Claude Kelly)                                                | 3:26  |
| 6.  | Anywhere Else But Here                                                                          | 3:44  |
| 7.  | Freaking Me Out (feat. Alex Gaskarth från All Time Low, medskriven av Jim Irvin & Julian Emery) | 3:07  |
| 8.  | Summer Paradise (feat. K'naan)                                                                  | 3:56  |
| 9.  | Gone Too Soon                                                                                   | 3:16  |
| 10. | Last One Standing                                                                               | 3:27  |
| 11. | This Song Saved My Life                                                                         | 3:12  |

| 12. | Summer Paradise (feat. Sean Paul) | 3:56 |

| 12. | Jet Lag (feat. Marie-Mai)            | 3:24 |
| 13. | Never Should Have Let You Go         | 4:23 |
| 14. | Loser of the Year (akustisk version) | 3:50 |

| 12. | Jet Lag (feat. Marie-Mai)                          | 3:24 |
| 13. | Summer Paradise (feat. Sean Paul)                  | 3:56 |
| 14. | Summer Paradise (fransk version) (feat. Sean Paul) | 3:53 |

## Personnel
Simple Plan
- Pierre Bouvier – sång
- Chuck Comeau – Trummor, gruppsång
- Jeff Stinco – Leadgitarr, gruppsång
- Sebastien Lefebvre – Rythmgitarr, stämsång
- David Desrosiers – Bas, stämsång

Additional personnel
- Rivers Cuomo – sång på "Can't Keep My Hands Off You"
- Natasha Bedingfield – sång på "Jet Lag"
- K'naan – sång på "Summer Paradise"
- Alex Gaskarth – sång på "Freaking Me Out"
- Marie-Mai – sång på "Jet Lag" (fransk version)
- Simple Plan-fans – sång på "This Song Saved My Life"
- Brian Howes – produktion

## Charts
| Albumtoppen (2011)               | Peak position |
| -------------------------------- | ------------- |
| Österrikiska albumtoppen         | 22            |
| Australiska albumtoppen          | 13            |
| Belgiska albumtoppen (Wa)        | 34            |
| Kanadensiska albumtoppen         | 2             |
| Tjeckiska albumtoppen            | 30            |
| Nederländska albumtoppen         | 36            |
| Franska albumtoppen              | 10            |
| Tyska albumtoppen                | 10            |
| Japanska albumtoppen             | 15            |
| Mexikanska albumtoppen           | 15            |
| Spanska albumtoppen              | 17            |
| Svenska albumtoppen              | 50            |
| Brittiska albumtoppen            | 71            |
| USA Billboard Alternative Albums | 10            |

| Region         | Datum            |
| -------------- | ---------------- |
| USA Kanada     | 21 juni 2011     |
| United Kingdom | 3 september 2012 |